# Xenophón
Athéni Xenophón (görögül Ξενοφῶν, kb. i. e. 434/427 – i. e. 355), Grüllusz fia Athén Erkhia démoszából, katona, zsoldos, Szókratész csodálója, történetíró, aki megörökítette saját kora történéseit, Szókratész mondásait és Görögország életét. Részt vett a tízezrek hadjáratában, aminek történetét az Anabasziszban írja le.

## Ifjúkora és a tízezrek
Ifjúkorában Xenophón részt vett az ifjabb Kürosz hadjáratában annak bátyja, II. Artaxerxész perzsa nagykirály ellen i. e. 401-ben. Xenophón elmondja, hogy megkérdezte Szókratészt, vajon részt vegyen-e a hadjáratban, de Szókratész azt tanácsolta neki, hogy forduljon a delphoi jósdához. Xenophón így tett, viszont nem azt kérdezte, részt vegyen-e, hanem hogy melyik istenhez imádkozzon és tegyen áldozatot, hogy a legjobban teljesíthesse az utat és térjen vissza jószerencsével. Az orákulum tehát megmondta neki. Amikor Xenophón visszatért Athénba, és elmondta Szókratésznak az orákulum tanácsát, Szókratész megfeddte őt, mondván, rossz kérdést tett fel, de ezt mondta: „Mivel feltetted a kérdést, azt kellett tenned, amit az isten (Apollón) parancsolt.”
A perzsa király ellen vonulva Kürosz sok görög zsoldost fogadott fel, akik állás nélkül maradtak a peloponnészoszi háború befejeződése miatt. Kürosz a kunaxai csatában csapott össze Artaxerxésszel. A görögök győztek, de Kürosz elesett. Nem sokkal ezután a görög vezért, a spártai Klearkhoszt békekonferenciára hívták, ahol tőrbecsalták és kivégezték. A görög zsoldosok, akik a Tízezrek néven váltak ismertté, vezető nélkül maradtak az ellenséges terület mélyén, Mezopotámia szívében, távol a tengertől. Új vezetőket választottak, köztük Xenophónt és hazaverekedték magukat Armenián és Anatólián keresztül a Fekete-tenger partja mentén végül hajóra szállva Görögországig. Közben trónra segítették II. Szeuthészt Trákiában. Xenophón leírta a hadjárat részletes történetét, aminek az Anabaszisz („Felvonulás”) címet adta.

## Az Anabaszisz és későbbi élete
Xenophón történelmi beszámolója, az Anabaszisz tulajdonképpen az egyik első királytükör, ami egy vezető jellemábrázolását tartalmazza. Példája annak a vezetési analízisnek, ami Nagy ember elméletként vált ismertté. Az ifjabb Küroszt úgy ábrázolja, mint „az összes perzsák közül, akik Nagy Kürosz után éltek, ő volt a leginkább királyhoz hasonló, és a leginkább birodalmat érdemlő”. Klearkhosztól, a nagyszerű parancsnoktól azt idézi, hogy „a katonának jobban kell félnie a saját parancsnokától, mint az ellenségtől”.
Xenophónt később száműzték Athénból, valószínűleg azért, mert a spártai Agészilaosz király alatt harcolt Athén ellen Koróneiánál i. e. 394-ben, de az is lehet, hogy már korábban száműzték Küroszhoz való csatlakozása miatt. A spártaiak Szkillusz mellett adtak neki birtokot, Olümpia mellett Éliszben, ahol megírta az Anabasziszt. De mivel fia, Grüllusz Athénért harcolt és halt meg a mantineai csatában, amikor Xenophón még életben volt, száműzetését talán visszavonták. Xenophón Korinthoszban vagy Athénban halt meg. Halálának időpontja bizonytalan, csak annyi biztos, hogy túlélte patrónusát, Agészilaoszt, akinek egy enkomiont írt.
Diogenész Laertiosz szerint Xenophónt egy időben „Attikai Múzsaként” ismerték előadásmódjának simasága miatt. Nagyon kevés költő írt attikai dialektusban.

## Munkáinak listája
Xenophón írásait, különösen az Anabasziszt gyakran olvassák a görög nyelv kezdő tanulói. A Hellénika az i. e. 411 és i. e. 362 közötti időszak egyik fő forrása, Szókratészról írt írásai, amik teljes egészében fennmaradtak, a szokratészi módszer egyetlen forrásai Platón dialógusai mellett. Peri hippikés című, a lovaglás művészetéről és a lovasvezér kötelességéről szóló művében, lefektette a lovaglás művészetének ma is érvényben lévő alapeszméit. Xenophón a ló megértésén alapuló idomítást tanította. Tankönyvként használták, akik lovagolni tanultak, de megtanította azt is, miképp kell a lovas és a ló között bajtársi viszonyt kialakítani.
Történeti és életrajzi munkák:
- Anabaszisz
- Hellénika

## Szakirodalom
- Falus Róbert: Apollón lantja. A görög-római irodalom kistükre. Móra Ferenc Könyvkiadó, Bp. 1982.
- Falus Róbert: Az ókori görög irodalom története, Gondolat, Bp. 1964.

## Magyarul
- Cziropedia, az az: Kszenofonnak a' Czirus király' életéről, neveltetéséről, és viselt dolgairól írott históriája, mellyet görög nyelvből magyarra fordított, és némelly apró jegyzésekkel-is világosítani igyekezett Szilágyi Márton; Klémann József, Nagykároly, 1784
- Sokrates nevezetességei; ford. Kis János; Ellinger, Kassa, 1831
- Cyrus hadjárata vagy anabasisa; ford., bev., jegyz. Télfy János; Lampel, Pest, 1856
- Xenophon Cyropädiája; ford. Télfy János; Lampel, Pest, 1862
- Chrestomathia. Cyropaedia / Anabasis / Sokrates nevezetességei; ford. V. Horváth Zsigmond, jegyz. Schenkl Károly; Lampel, Pest, 1867
- Chrestomathia. Xenophon Cyropaediája, Anabasisa és Socrates nevezetességeiből; jegyz., szótár Schenkl Károly, ford. V. Horváth Zsigmond; 2. jav., bőv. kiad.; Lampel, Bp., 1874
- Xenophon emlékiratai Sokratesről, 1-5.; ford., jegyz. Némethy Géza; Stampfel, Pozsony, 1885–1897 (Tanulók könyvtára)
- Emlékiratok Sokratesről. Apomnémoneumata Sokratus; ford. Kempf József; Lampel, Bp., 1887 (Ó-kori klassikusok. Hellen remekírók magyar fordításban)
- Kürosz. Regény; ford., utószó Fein Judit, jegyz. Boronkay Iván; Európa, Bp., 1965
- Anabaszisz. A tízezrek hadjáratának története; ford. Fein Judit, utószó Szepessy Tibor, jegyz. Kerényi Károlyné; Európa, Bp., 1968
- Kürosz nevelkedése; ford. Fein Judit; Európa, Bp., 1979 (Bibliotheca classica)
- Emlékeim Szókratészról; ford., utószó, jegyz. Németh György; Európa, Bp., 1986 (Az ókori irodalom kiskönyvtára)
- A lakedaimoniak állama; ford., bev., jegyz. Németh György; MBE, Bp.–Miskolc, 1990 (Miskolci Parthenon-tanulmányok)
- Xenophón történeti munkái; szerk., jegyz., utószó Németh György, ford. Németh György et al.; Osiris, Bp., 2001 (Sapientia humana) ISBN 963-389-119-1
- Xenophón filozófiai és egyéb írásai; szerk., utószó, mutatók Németh György; Osiris, Bp., 2003 (Sapientia humana) ISBN 963-389-496-4
- Xenophón: Peri hippikés. A lovaglás művészete az ókori Athénban; ford. Nemes Júlia; Akadémiai, Bp., 2006 (Apollo könyvtár) ISBN 978-963-05-8373-2
- Hierón, avagy A zsarnokságról; ford., jegyz., tan. Gelenczey-Miháltz Alirán; Typotex, Bp., 2012 ISBN 978-963-2797-85-4

## Project Gutenberg-szövegek
- Agesliaus
- Anabasis
- The Apology
- The Cavalry General
- Cyropaedia
- The Economist
- Hellenica
- Hiero
- The Memorabilia
- On Horsemanship
- On Revenues
- The Polity of the Athenians and the Lacedaemonians
- The Sportsman
- The Symposium